# NWA On Fire Tag Team Championship
Il NWA On Fire Tag Team Championship, nato come NWA Pro East Television Tag Team Championship, è stato un titolo di wrestling della divisione tag team promosso dalla Wrestling on Fire, inizialmente affiliata alla National Wrestling Alliance (NWA) e attiva tra New Jersey e Maine.
Il titolo fu attivo dal 2007 al 2013, quando fu reso vacante e mai più riassegnato.

## Storia
Il titolo venne introdotto nel 2007 dalla NWA Pro East (successivamente NWA Liberty States), una affiliata della NWA Pro che successivamente avrebbe fondato la Jersey Championship Wrestling, come titolo televisivo della categoria tag, cambiando nome conseguentemente al cambio di nome della federazione. Nel corso del 2009 la zona del New England si staccò dalla NWA Liberty States, dando vita alla NWA On Fire, rimanendo affiliata alla National Wrestling Alliance fino al 2013. La nuova federazione adottò il titolo come alloro massimo della categoria tag, portandolo con sé quando terminò l'affiliazione con la NWA e fino alla chiusura della federazione nel 2016.

## Albo d'oro
| Legenda  |                                                                               |
| -------- | ----------------------------------------------------------------------------- |
| #        | Indica il numero del regno titolato                                           |
| Regno    | Viene indicato il numero del regno del campione                               |
| Data     | La data in cui il titolo è stato vinto                                        |
| Località | Indica il luogo in cui il titolo è stato vinto                                |
| Note     | Indica notizie particolari riguardanti i cambi di titolo o altre informazioni |

| #  | Campioni                         | Regno | Data              | Giorni | Località                 | Evento     | Note | Fonti |
| -- | -------------------------------- | ----- | ----------------- | ------ | ------------------------ | ---------- | --- | ----- |
| 1  | Erik Andretti e Dave Greco       | 1     | 12 maggio 2007    | 489    | Levittown, Pennsylvania  | House show | In un torneo per decretare i campioni inaugurali del NWA Pro East Television Tag Team Championship. Nel giugno 2008 il titolo è stato rinominato in NWA Liberty States Television Tag Team Championship in seguito al cambio di nome della federazione. |       |
| 2  | Fala e Makua                     | 1     | 12 settembre 2008 | 148    | Newark, New Jersey       | House show | |       |
| 3  | Nuisance e Puerto Rican Chile    | 1     | 7 febbraio 2009   | 326    | Mexico, Maine            | House show | Il 9 marzo 2009 il titolo fu rinominato in NWA On Fire Tag Team Championship in seguito al cambio di nome della federazione. |       |
| 4  | Fala e Makua                     | 2     | 30 dicembre 2009  | 135    | Springvale, Maine        | House show | |       |
| 5  | Darling Damon e Bad Boy Jason    | 1     | 14 maggio 2010    | 88     | Lisbon Falls, Maine      | House show | |       |
| 6  | Julian Starr e Matt Taven        | 1     | 10 agosto 2010    | 0      | Springvale, Maine        | House show | |       |
| —  | Vacante                          | —     | 10 agosto 2010    | —      | —                        | —          | Il titolo fu reso vacante lo stesso giorno in cui fu vinto. |       |
| 7  | Chico e Nico                     | 1     | 18 ottobre 2010   | 55     | Mexico, Maine            | House show | |       |
| 8  | Justin Corino e Chris Steeler    | 1     | 12 dicembre 2010  | 181    | Mexico, Maine            | House show | |       |
| 9  | Rob Coleman e Foxx Vinyer        | 1     | 11 giugno 2011    | 70     | Mexico, Maine            | House show | In un handicap match contro il solo Corino. |       |
| 10 | Steve Off e Glenn Ulrich         | 1     | 20 agosto 2011    | --     | Elmwood Park, New Jersey | House show | |       |
| —  | Vacante                          | —     | 2012              | —      | —                        | —          | Il titolo fu reso vacante in seguito allo split dei campioni. |       |
| 11 | Delicious Devin e Terrific Tommy | 1     | 8 giugno 2012     | 183    | Central Islip, New York  | House show | |       |
| 12 | Davey Cash e Kris Pyro           | 1     | 8 dicembre 2012   | 0      | Parsipanny, New Jersey   | House show | |       |
| 13 | Fala e Makua                     | 3     | 8 dicembre 2012   | 97     | Parsipanny, New Jersey   | House show | |       |
| 14 | Davey Cash e Kris Pyro           | 2     | 15 marzo 2013     | 0      | Parsipanny, New Jersey   | House show | |       |
| 15 | Cooley-K e K-MC                  | 1     | 15 marzo 2013     | 189    | Parsipanny, New Jersey   | House show | |       |
| —  | Disattivato                      | —     | 20 settembre 2013 | —      | —                        | —          | Il titolo fu reso vacante quando i campioni non poterono partecipare a una difesa e mai più riassegnato, con la federazione che ha chiuso le attività nel 2016.                                                                                         |       |